# Ciclitol
Els ciclitols són compostos químics del tipus cicloalcà, on almenys tres àtoms de carboni de la cadena són portadors d'un grup hidroxil. Són poliols cíclics.
Els ciclitols són un dels soluts compatibles (osmoprotectors) que es formen en una planaata en resposta a l'estrès per la sal o l'aigua. Alguns ciclitols (p. e. àcid quínic o àcid shikimic) són part de tanins hidrolitzables.

## Ciclitols que es presenten naturalment
- Bornesitol
- Conduritol
- Inositol
- Ononitol (4-O-metil-mio-inositol)
- Pinitol (3-O-metil-quiro-inositol)
- Pinpollitol (di-O-metil -(+)-quiro-inositol)
- Quebrachitol (2-0-metil-quiro-inositol)
- àcid quínic
- àcid shikimic
- Valienol
- Viscumitol (dimetil-eter-muco-inositol)

### Glucòsids
- Ciceritol,

### Fosfats
- àcid fític